# Study Instance UID
Il campo Study Instance UID è un identificatore univoco globale utilizzato nel DICOM per ogni procedura richiesta.

## Caratteristiche
Generalmente è una stringa numerica composta da sette elementi separati da punti.
Esempio: 1.2.345.678.9.123.345
- 1    = Identifica ISO come codifica
- 2    = Identifica la registrazione presso ANSI dell'Azienda
- 345  = Luogo di registrazione dell'Azienda
- 678  = Identifica l'Azienda (identificativo unico)
- 9    = Tipo di dispositivo (secondo le codifiche interne alla ditta)
- 123  = Numero di serie del dispositivo
- 345  = Numero dello studio

Gli altri oggetti DICOM correlati allo Study Instance UID sono "Series Instance UID" e "SOP Instace UID"

## Esempio
Prendiamo in considerazione un esame radiologico TAC composto da 3 serie, ed ogni serie contiene 20 immagini:
Lo studio TAC in questo caso viene identificato univocamente dallo Study Instance UID che avrà una sua stringa numerica, le 3 serie contenute nello studio tac verranno identificate univocamente dallo Series Instance UID, le immagini contenute all'interno delle serie, verranno identificate anch'esse in modo univoco dallo SOP Instance UID.
Schematizzando:
```
 Studio TAC: Study Instance UID 1.2.345.678.9.123.345
       Serie 1: Series Instance UID  1.2.345.678.9.123.2001
              Immagine 1: SOP Instance UID 1.2.345.678.9.123.50001
              Immagine 2: SOP Instance UID 1.2.345.678.9.123.50002
              ecc..
       Serie 2: Series Instance UID  1.2.345.678.9.123.2002
              Immagine 1: SOP Instance UID 1.2.345.678.9.123.60001
              Immagine 2: SOP Instance UID 1.2.345.678.9.123.60002
              ecc..
       Serie 3: Series Instance UID  1.2.345.678.9.123.2003
              Immagine 1: SOP Instance UID 1.2.345.678.9.123.70001
              Immagine 2: SOP Instance UID 1.2.345.678.9.123.70002
              ecc..

```